# Sonate K. 5
Pour un article plus général, voir Essercizi per gravicembalo.
La sonate K. 5 (F.521/L.367) en ré mineur est une œuvre pour clavier du compositeur italien Domenico Scarlatti. C'est la cinquième sonate du seul recueil publié du vivant de l'auteur, les Essercizi per gravicembalo (1738), qui contient trente numéros.

## Présentation
La sonate en ré mineur K. 5 est notée Allegro.

## Édition

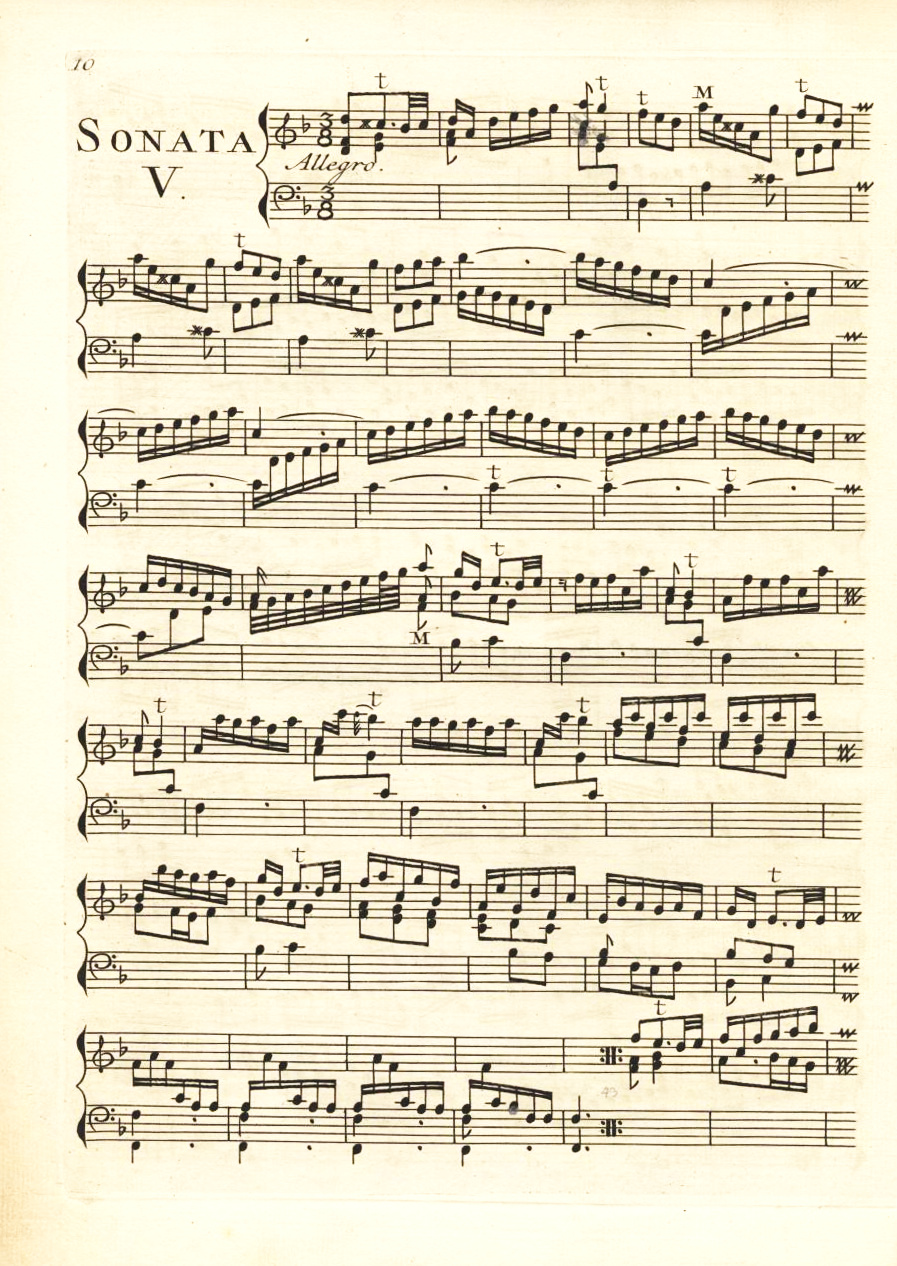
Début de la sonate, extraite d'une édition des Essercizi per gravicembalo publiée à Amsterdam en 1742.

L'œuvre est imprimée dans le recueil des Essercizi per gravicembalo publié sans doute à Londres en 1738.

## Interprètes
La sonate K. 5 est interprétée au piano notamment par Carlo Grante (2009, Music & Arts, vol. 1) ; au clavecin Scott Ross (1976, Still et 1985, Erato), Joseph Payne (1990, BIS), Laura Alvini (Frame et Nuova Era), Ottavio Dantone (2002, Stradivarius, vol. 8), Richard Lester (2004, Nimbus, vol. 1), Kenneth Weiss (2007, Satirino) et Hank Knox (2021, Leaf Music).

## Sources
: document utilisé comme source pour la rédaction de cet article.
- Ralph Kirkpatrick (trad. de l'anglais par Dennis Collins), Domenico Scarlatti, Paris, Lattès, coll. « Musique et Musiciens », 1982 (1re éd. 1953 (en)), 493 p. (OCLC 954954205, BNF 34689181).
- Alain de Chambure, « Domenico Scarlatti : Intégrale des sonates — Scott Ross », p. 172–175, Erato (2564-62092-2), 1985 (OCLC 891183737) .